# Paris-Flash
Paris-Flash är en fiktiv veckotidning i seriealbumen om Tintin. Magasinet nämns i Tintin-albumet Castafiores juveler, där journalisten Jean-Loup de la Baguette (Napoleon de la Grande Armée i tidigare svenska översättningar) och fotografen Walter Rizotto spionerar på Bianca Castafiore under hennes besök på slottet Moulinsart. Magasinet släpper bland annat den falska nyheten att Castafiore och Kapten Haddock ska gifta sig. Tidningen nämns också i albumet Tintin hos gerillan Där Kapten Haddock läser i ett nummer av tidningen och där även Jean-Loup de la Baguette och Walter Rizotto åter dyker upp.
Namnet Paris-Flash är en tydlig anspelning på det verkliga magasinet Paris Match.